# Karl Bogislaus Reichert

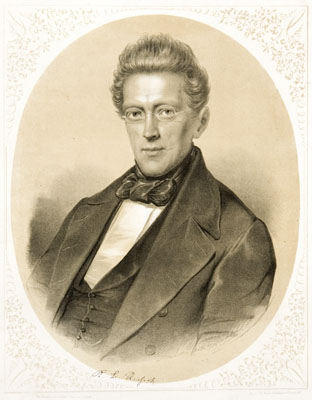
Karl Bogislaus Reichert

Karl Bogislaus Reichert (* 20. Dezember 1811 in Rastenburg/Ostpreußen; † 21. Dezember 1883 in Berlin) war ein deutscher Anatom und Embryologe.

## Leben
Reichert war Stiefsohn eines Schuldirektors und studierte in Königsberg und Berlin Medizin. Am Friedrich-Wilhelm-Institut in Berlin und der Charité war er Schüler von Friedrich Schlemm und Johannes Peter Müller. 1836 promovierte er in Berlin. Anschließend war er Prosektor bei Müller, habilitierte sich 1841 und bekam 1843 einen Ruf als Professor für Anatomie an die Kaiserliche Universität Dorpat. 1853 wechselte er als Professor für Physiologie an die Universität Breslau, 1858 übernahm er die Nachfolge Müllers an der Berliner Anatomie. 1859 wurde er zum ordentlichen Mitglied der Preußischen Akademie der Wissenschaften gewählt. Der Russischen Akademie der Wissenschaften in Sankt Petersburg gehörte er seit 1850 als korrespondierendes Mitglied und der Leopoldina seit 1860 als Mitglied an.

## Leistungen
Reicherts gilt als einer der Begründer der modernen Entwicklungsgeschichte. Seine Arbeiten über die Kiemenbogen gelten noch heute als etabliertes Wissen. Er stellte die Theorie auf, dass die Gehörknöchelchen sich aus den ersten beiden Kiemenbogenknorpeln entwickeln (Reichert-Gauppsche Theorie). Darüber hinaus beschäftigte er sich mit der Anatomie des Gehirns und der Entwicklung des Schädels. Nach ihm wird der Knorpel des zweiten Kiemenbogens als Reichert-Knorpel bezeichnet.

## Ausgewählte Werke
- De embryonum arcubus sic dictis branchialibus. Nietack, Berlin 1836. (Digitalisat)
- Das Entwicklungsleben im Wirbelthierreiche. Hirschwald, Berlin 1840. (Digitalisat)
- Beiträge zur Kenntniss des Zustandes der heutigen Entwicklungsgeschichte. Hirschwald, Berlin 1843. (Digitalisat)
- Beobachtungen über eine eiweissartige Substanz in Krystallform. In: Müller's Arch. Anat. Physiol. wiss. Med. Jahrgang 1848, S. 197–251.
- Der Bau des menschlichen Gehirns durch Abbildungen mit erläuterndem Texte dargestellt. Leipzig 1859